# GuldBageren
 Der er for få eller ingen kildehenvisninger i denne artikel, hvilket er et problem. Du kan hjælpe ved at angive troværdige kilder til de påstande, som fremføres i artiklen.

GuldBageren er en frivillig kæde af bagerforretninger i Danmark.
Kæden blev etableret i 1988 og bestod pr. 2009 af 150 bagerier over hele landet.
I 2005 og 2006 blev kæden af Dagbladet Børsen kåret til Gazellevirksomhed.
Fra januar 2009 sponsorerede GuldBageren damehåndboldligaen, der derfor i et par år kaldtes GuldBageren-Ligaen.
I 2015 var kæden tæt på at gå konkurs, men på et ekstraordinært møde skød over 40 bagermestre hver 20.000 kr. i den slukne fælleskasse, mens 14 valgte at forlade kæden.

## Butikker
I 2018 var der 17 bagerier over hele landet, mens der i 2024 var otte tilbage.
| Antal  | Landsdel | By                                                                      |
| ------ | -------- | ----------------------------------------------------------------------- |
| 1      | Sjælland | - Brøndby                                                               |
| 7      | Jylland  | - Aalborg - Auning - Esbjerg - Grindsted - Holstebro - Skærbæk - Tønder |
| Total: |          |                                                                         |